# Campyloneurus cultricaudis
Campyloneurus cultricaudis är en stekelart som beskrevs av Cameron 1911. Campyloneurus cultricaudis ingår i släktet Campyloneurus och familjen bracksteklar. Inga underarter finns listade.